# Clement Greenberg
Clement Greenberg, född 16 januari 1909, död 7 maj 1994, var en inflytelserik amerikansk konstkritiker.
Greenberg bidrog i hög grad till att konstriktningen abstrakt expressionism uppmärksammades, och då i synnerhet verk av Morris Louis, Barnett Newman och Jackson Pollock, vars måleri han benämnde post-målerisk abstraktion. Greenberg inlemmade även den brittiske skulptören Anthony Caro i denna stildefinition.
Greenberg har skrivit en stor mängd artiklar i konsthistoriska tidskrifter och publicerat en samling essäer, Art and Culture (1965).

## Det modernistiska måleriet
I sin essä ”Modernist Painting” (1963) framhävde Greenberg teorier kring kännetecken för det samtida måleriet. Han hävdade att modernismen karakteriserades av en slags intern kritik av de olika konstarternas möjligheter och begränsningar; en kritik som han kopplade till den filosofiska motsvarighet som utförts av Immanuel Kant. Denna kritiska granskning var inte att betrakta som något medvetet, utan snarare en omedveten konsekvens av konstarternas inneboende struktur. 
Konstarterna söker enligt Greenberg motivera sin egen existens, detta genom att renodla sina respektive särarter. I måleriets fall utgörs denna särart ytterst av färg och form på ett tvådimensionellt plan. Illusion av djup, dvs. centralperspektiv, inkräktar på skulpturens område (som behandlar form på det tredimensionella planet). Detta förklarade enligt Greenberg det modernistiska måleriets strävan efter att framhäva bildplanets ytmässighet. Det modernistiska måleriet tar inte avstånd från föreställande motiv som sådant, snarare är det så att föreställande motiv kräver illusionen av en tredje dimension för att representera objekt som existerar i det fysiska rummet. Det är denna illusion, att dölja konst med konst, som från ett modernistiskt perspektiv blir överflödigt.
Genom en process som av Greenberg beskrivs som empiriska undersökningar testas måleriets förutsättningar. Geometriska kompositioner av till exempel Malevitj eliminerar illusoriska tredimensionella element (som är signifikant för skulpturen) och berättande element (som är signifikant för litteraturen) men kan fortfarande betraktas som måleri samt generera en stark estetisk upplevelse. Detta påvisar att dessa element inte är nödvändiga utan överflödiga för måleriet. Greenberg poängterar att detta inte betyder att de gamla mästarna (se: Kulturell kanon) bör betraktas som irrelevanta isig; snarare är det så att man tidigare angivit irrelevanta skäl till vad det är hos dessa målares verk som gör dem till högkvalitativt måleri. Modernismen är i enligt Greenberg inget brott mot det tidigare måleriet utan en naturlig fortsättning på en linjär utveckling inom den västerländska konsten.

## Fotnoter
1. 1 2  Encyclopædia Britannica, Encyclopædia Britannica Online-ID: biography/Clement-Greenbergtopic/Britannica-Online, läst: 9 oktober 2017.[källa från Wikidata]
2. 1 2  RKDartists, RKDartists-ID: 345830, läst: 9 oktober 2017.[källa från Wikidata]
3. 1 2  SNAC, SNAC Ark-ID: w6sf2xzx, läs online, läst: 9 oktober 2017.[källa från Wikidata]
4. 1 2 3  Archive of Fine Arts, abART person-ID: 107393, läst: 1 april 2021.[källa från Wikidata]
5. ↑  Clement Greenberg, Collected Essays and Criticism IV, "Modernist Painting", 1993, svensk övers. Erik van der Heeg, Skriftserien Kairos Nr 1 — Konsten och Konstbegreppet, Raster Förlag, 1996.